# Verkeersborden in België - Serie D: Gebodsborden
Verkeersborden zoals gedefinieerd in Titel III Hoofdstuk II van het Belgische Koninklijk Besluit van 1 december 1975 van het algemeen reglement op de politie van het wegverkeer en van het gebruik van de openbare weg. (B.S. 09.12.1975) - Serie D.

## D: Gebodsborden

D1a: Verplichting de door de pijl aangeduide richting te volgen. (hier rechtdoor)
D1b: Verplichting de door de pijl aangeduide richting te volgen. (hier links)
D1d: Verplichting de hindernis langs de door de pijl aangeduide richting voorbij te rijden. (hier rechts)
D1e: Verplichting de door de pijl aangeduide richting te volgen. (hier links)
D3b: Verplichting een van de door de pijlen aangeduide richtingen te volgen. (hier rechtdoor of rechts)
D4: Verplichting voor voertuigen die gevaarlijke goederen vervoeren om de door de pijl aangeduide richting te volgen.
D5: Verplicht rondgaand verkeer.
D7: Verplicht fietspad.
D9a: Deel van de openbare weg voorbehouden voor het verkeer van voetgangers, van fietsen en van tweewielige bromfietsen klasse A.
D10: Deel van de openbare weg voorbehouden voor het verkeer van voetgangers en fietsers.
D11: Verplichte weg voor voetgangers.
D13: Verplichte weg voor ruiters.

### Gebruikte onderborden

M2: Onderbord gebruikt samen met D1 om aan te duiden dat de verplichting niet geldt voor fietsers
M3: Onderbord gebruikt samen met D1 om aan te duiden dat de verplichting niet geldt voor fietsers en bestuurders van bromfietsen klasse A
M11: Onderbord gebruikt samen met D1 om aan te duiden dat de verplichting niet geldt voor fietsers en bestuurders van speedpedelecs
M12: Onderbord gebruikt samen met D1 om aan te duiden dat de verplichting niet geldt voor fietsers en bestuurders van bromfietsen klasse A en speedpedelecs
M6: Onderbord gebruikt samen met D7 als het fietspad gevolgd moet worden door bestuurders van bromfietsen klasse B
M7: Onderbord gebruikt samen met D7 als het fietspad niet mag gevolgd worden door bestuurders van bromfietsen klasse B
M13: Onderbord gebruikt samen met D7 als het fietspad gevolgd moet worden door bestuurders van speedpedelecs
M14: Onderbord gebruikt samen met D7 als het fietspad gevolgd moet worden door bestuurders van bromfietsen klasse B en speedpedelecs
M15: Onderbord gebruikt samen met D7 als het fietspad niet mag gevolgd worden door bestuurders van speedpedelecs
M16: Onderbord gebruikt samen met D7 als het fietspad niet mag gevolgd worden door bestuurders van bromfietsen klasse B en speedpedelecs

A: Gevaarsborden · 
B: Voorrangsborden · 
C: Verbodsborden · 
D: Gebodsborden · 
E: Parkeren- en stilstaanborden · 
F: Aanwijzingsborden

Onderborden